# Psathyrella conopilus
Psathyrella conopilus är en svampart som först beskrevs av Elias Fries, och fick sitt nu gällande namn av A. Pearson & Dennis 1948. Psathyrella conopilus ingår i släktet Psathyrella och familjen Psathyrellaceae.   Inga underarter finns listade i Catalogue of Life.

## Bildgalleri

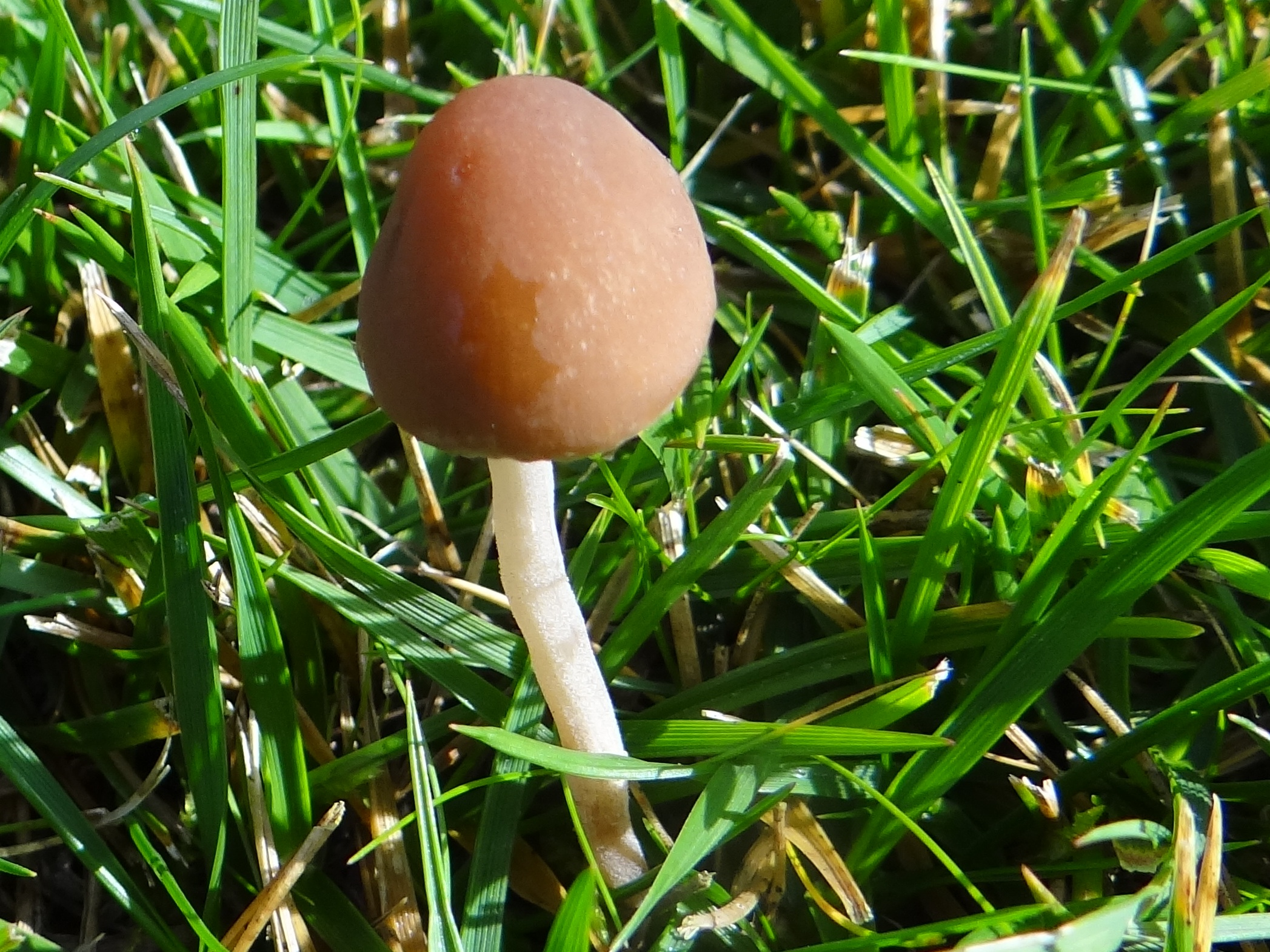
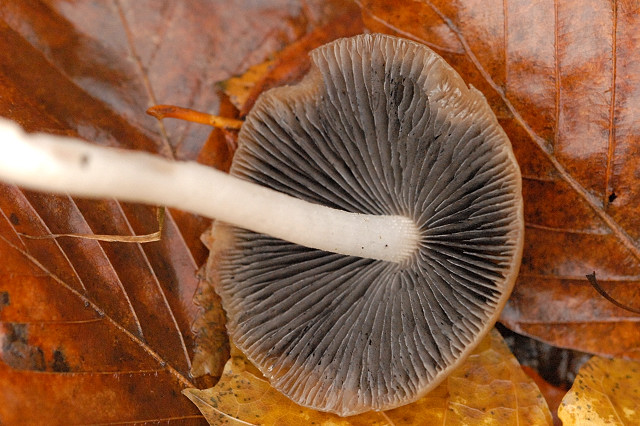